# Густина енергії
Густина енергії — енергія речовини або поля віднесена до одиниці об'єму.
Енергія на одиницю об'єму має ті самі фізичні одиниці, що і тиск, і в багатьох випадках є синонімом: наприклад, щільність енергії магнітного поля може бути виражена як (і поводиться як) фізичний тиск, а енергію, необхідну для більшого стиснення стисненого газу можна визначити, помноживши різницю між тиском газу та зовнішнім тиском на зміну об'єму.

## Густина енергії полів
Густина енергії часто використовується для характеристики електричного і магнітного полів. Для електричного поля у вакуумі густина енергії дорівнює
{\displaystyle w={\frac {1}{8\pi }}\mathbf {E} ^{2}}
в системі СГС або
{\displaystyle w={\frac {1}{2}}\varepsilon _{0}\mathbf {E} ^{2}}
в Міжнародній системі величин (ISQ). Тут w — густина енергії, {\displaystyle \mathbf {E} } — напруженість електричного поля, {\displaystyle \varepsilon _{0}} — електрична стала.
Густина енергії магнітного поля у вакуумі дорівнює
{\displaystyle w={\frac {1}{8\pi }}\mathbf {B} ^{2}},
в системі СГС, або
{\displaystyle w={\frac {1}{2\mu _{0}}}\mathbf {B} ^{2}}
в системі ISQ. Тут {\displaystyle \mathbf {B} } — вектор магнітної індукції, {\displaystyle \mu _{0}} — магнітна стала.
Густина енергії електромагнітного поля дорівнює
{\displaystyle w={\frac {1}{8\pi }}(\mathbf {E} ^{2}+\mathbf {B} ^{2})}
в системі СГС, або
{\displaystyle w={\frac {1}{2}}\left(\varepsilon _{0}\mathbf {E} ^{2}+{\frac {1}{\mu _{0}}}\mathbf {B} ^{2}\right)}
в системі ISQ.